# Aufenthaltsvertrag

Ramstein Air Base, Hauptquartier der United States Air Forces in Europe: Transportflugzeuge des Modells C-130J

Mit dem Vertrag über den Aufenthalt ausländischer Streitkräfte in der Bundesrepublik Deutschland vom 23. Oktober 1954 (BGBl. 1955 II S. 253) gibt Deutschland acht Mitgliedstaaten der NATO (Belgien, Dänemark, Frankreich, Kanada, Luxemburg, Niederlande, Vereinigtes Königreich und den Vereinigten Staaten von Amerika) seine völkerrechtliche Zustimmung zum dauerhaften Aufenthalt ihrer Stationierungsstreitkräfte. Mit dem Vertragswerk wurde das Besatzungsrecht der Truppen der Alliierten fortgeschrieben. Der Aufenthaltsvertrag stellt ein Zustimmungsgesetz dar, das nur den Grundsatz zur Stationierung ausländischer Truppen auf deutschem Boden regelt. Das NATO-Truppenstatut befasst sich hingegen mit der konkreten Ausgestaltung.

## Hintergrund

### Beendigung des Besatzungsregimes

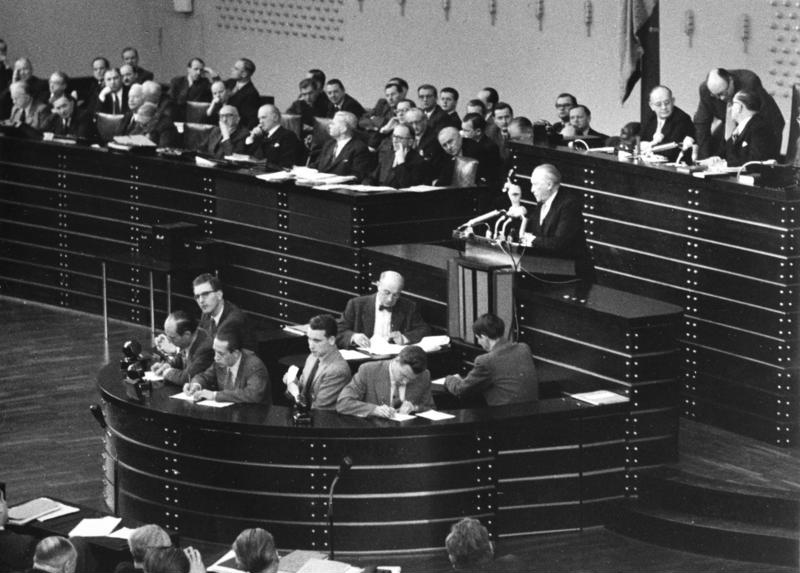
Bundeskanzler Konrad Adenauer erläutert im Deutschen Bundestag den Abschluss der Pariser Verträge, welche den Aufenthaltsvertrag einschließen

Nach dem Ende des Zweiten Weltkriegs und der bedingungslosen Kapitulation der deutschen Wehrmacht war es das erklärte außenpolitische Ziel der Alliierten eine erneute kriegerische Auseinandersetzung mit Deutschland zu verhindern. Auf der Konferenz von Jalta im Jahre 1945 artikulierten die Siegermächte ihren Willen, dass Deutschland nie wieder imstande sein soll, den Weltfrieden zu stören. Die Garantie für die internationale Sicherheit sollte mit den gleichen und zusätzlichen Mitteln wie nach dem Ersten Weltkrieg erreicht werden. Daher wurde ein System für die Abwehr von möglichen deutschen Angriffen etabliert. Der Aufenthaltsvertrag reiht sich in dieses System ein und weist demgemäß einen starken Abwehrcharakter auf, welcher dadurch geprägt ist, dass er den ehemaligen Okkupanten weitreichende Stationierungsrechte einräumt. Nachdem anfänglich der Schutz vor Deutschland im Mittelpunkt der Sicherheitsbemühungen stand, rückte nach und nach auch der Gedanke des Schutzes von Deutschland in den Blickpunkt westalliierter Interessen.
Der Aufenthaltsvertrag ist Bestandteil des Vertragspakets der Pariser Verträge, die das Besatzungsregime für die Bundesrepublik Deutschland beendeten und die vertragliche Grundlage für den Beitritt zum Nordatlantikvertrag und zur Westeuropäischen Union (WEU) bildeten.
Der Aufenthalt einer Vielzahl ausländischer Streitkräfte in Deutschland wurde nach dem Zweiten Weltkrieg ursprünglich durch das Besatzungsrecht begründet. Die drei westlichen Siegermächte waren nach einer Übergangszeit jedoch gewillt, ihre Stationierungsrechte aus einem hoheitlichen in ein vertragliches Verhältnis zu überführen. Mit dem Ende des Besatzungsregimes am 5. Mai 1955 aufgrund des Deutschlandvertrags vom 26. Mai 1952 (Bundesgesetzblatt 1955 II S. 303) hätte die völkerrechtliche Legitimation zur dauerhaften Stationierung von NATO-Truppen gefehlt, daher wurde seitens der westlichen Siegermächte eine entsprechende Regelung als notwendig erachtet.
Nach Wilhelm Grewe, dem ehemaligen Leiter der Politischen Abteilung im Auswärtigen Amt und maßgeblichen Berater Konrad Adenauers in völkerrechtlichen Fragen, wollten die Siegermächte mit dem Abschluss der Pariser Verträge ausdrücklich nur das Besatzungsregime abschaffen, jedoch nicht die Besatzung an sich beenden. Er sprach in diesem Zusammenhang von „Besatzung begrenzt durch Vertrag.“ Nach der Ansicht des hohen deutschen Diplomaten und Völkerrechtsprofessors sollte die Besatzung nur zu dem begrenzten Zweck der Wiedervereinigung Deutschlands und des Abschlusses eines Friedensabkommens fortbestehen.
Konrad Adenauer stellte am 9. Juli 1952 im Deutschen Bundestag den Sachverhalt wie folgt dar: „Aufhebung des Besatzungsstatuts durch die Westmächte kann diesen vernünftigerweise bei der zwischen Ost und West nun einmal bestehenden Spannung nicht zugemutet werden; es kann ihnen nicht zugemutet werden, auf Rechtspositionen, die sich für sie aus der bedingungslosen Kapitulation Deutschlands ergeben haben, zu verzichten, solange die Bundesrepublik sich nicht in den Westen eingliedert.“

### Zweck
Die dauerhafte Präsenz ausländischer Truppen in der Bundesrepublik Deutschland soll gemäß dem Wortlaut der Präambel dazu dienen, die Verteidigung der freien Welt im Hinblick auf die gegenwärtig internationale Lage sicherzustellen.

US-Hauptquartier für den Aufgabenbereich Afrika (AFRICOM), Kelley Barracks, Stuttgart-Möhringen

Der Zweck des Vertrages beschränkt sich somit nicht nur auf die Umstände und Gefahren des Kalten-Krieges in der Nachkriegszeit. Der Aufenthaltsvertrag ist daher entwicklungsoffen angelegt und somit einer weiten Auslegung zugänglich. Diese Zielvorstellung entspricht auch anderen institutionellen Verträgen und Regelungsverträgen wie beispielsweise des NATO-Vertrages oder der Charta der Vereinten Nationen.
Die Argumente für die dauerhafte Stationierung ausländischer Streitkräfte in der Bundesrepublik Deutschland und deren Nutzung inländischer Militärbasen änderten sich aufgrund der sicherheitspolitischen Herausforderungen des 21. Jahrhunderts. Nach den Terroranschlägen am 11. September 2001 auf die Vereinigten Staaten von Amerika wurde neben der Lösung von Regionalkonflikten (beispielsweise in Afrika) auch die Terrorismusbekämpfung als Begründung für die weitreichenden Stationierungsrechte angesehen.
Die Vereinigten Staaten von Amerika haben 2007 im Lichte dieser geänderten Rahmenbedingungen das Hauptquartier für den Aufgabenbereich Afrika (United States Africa Command, kurz AFRICOM) in Stuttgart eingerichtet, das durch den Aufenthaltsvertrag legitimiert sein dürfte.

## Zeitliche Gültigkeit

### Inkrafttreten
Zwölf Stunden nach Verbindlichwerden des Deutschlandvertrags (Bonner Vertrag) ist auch der Aufenthaltsvertrag am 6. Mai 1955 entsprechend Artikel 4 in Kraft getreten.
„Der Vertrag tritt in Kraft, sobald alle Unterzeichnerstaaten diese Hinterlegung vorgenommen haben und die Beitrittsurkunde der Bundesrepublik Deutschland zum Nordatlantikpakt bei der Regierung der Vereinigten Staaten von Amerika hinterlegt worden ist.“

### Beendigungsklausel
Nach Artikel 3 Absatz 1 tritt der Aufenthaltsvertrag mit dem Abschluss einer friedensvertraglichen Regelung mit Deutschland außer Kraft (sogenannte Beendigungsklausel). Mit der deutschen Wiedervereinigung und dem Abschluss des Zwei-plus-Vier-Vertrages hätte der Vertrag demgemäß seine Gültigkeit verloren, da der Zwei-plus-Vier-Vertrag und die damit in Zusammenhang stehende völkerrechtliche Vereinbarung eine friedensvertragliche Regelung darstellt.
Großbritannien und die Vereinigten Staaten von Amerika beabsichtigten jedoch, den Aufenthaltsvertrag über den Zeitpunkt der Herstellung der Wiedervereinigung hinaus zu verlängern und zudem auf Berlin und Ostdeutschland zu erweitern. Die Verlängerung des Vertrages lag nicht im Interesse der Bundesrepublik Deutschland, da die Vereinbarung nur für die Zeit des Fortbestandes des alliierten Rechts geschlossen wurde und der multinationale Vertrag eine Sonderbehandlung Deutschlands darstellt. Üblicherweise werden derartige Verträge bilateral geschlossen.
Trotzdem erklärte die Bundesregierung gegenüber den drei Westmächten per Notenwechsel vom 25. September 1990 (BGBl. II 1990 S. 1390), dass der Aufenthaltsvertrag nach der Herstellung der deutschen Einheit fortbestehen soll. Da der Notenwechsel nicht den formellen Anforderungen an das deutsche Gesetzgebungsverfahren entspricht und der völkerrechtliche Vertrag nicht dem deutschen Gesetzgeber zur Zustimmung vorgelegt wurde, bleibt die rechtliche Wirkung des Notentausches offen.
Der Aufenthaltsvertrag gilt nach Auffassung der Bundesregierung auch nach Abschluss des Zwei-plus-Vier-Vertrags vom 12. September 1990. Er kann – gemäß dem Notenwechsel aus dem Jahre 1990 – mit einer zweijährigen Frist gekündigt werden (Notentausch vom 25. September 1990, BGBl. II 1990 S. 1390 und vom 16. November 1990, BGBl. II 1990, S. 1696). Da der Aufenthaltsvertrag durch die Vereinbarung aus dem Jahre 1990 seitens der Bundesregierung ausdrücklich bestätigt wurde, wird die Beendigungsklausel seitens der Bundesregierung als obsolet betrachtet. Diese Ansicht machte sich auch der Deutsche Bundestag implizit zu Eigen, da er dem Einigungsvertrag zugestimmt hat.
Der Aufenthaltsvertrag konnte von der Bundesrepublik Deutschland bis 1990 nicht gekündigt werden. Dieser Umstand begründete Zweifel an der vollständigen völkerrechtlichen Souveränität von Deutschland.

### Kündigung
Nach Punkt 3 des deutsch-alliierten Notenaustausches vom 25. September 1990 besteht für jede stationierte Vertragspartei die Möglichkeit durch Anzeige an die anderen Vertragsparteien unter Einhaltung einer Frist von zwei Jahren von dem Aufenthaltsvertrag zurückzutreten. Die Bundesrepublik Deutschland kann den Aufenthaltsvertrag gemäß dem Notenwechsel in Bezug auf eine oder mehrere Vertragsparteien durch Anzeige an die Vertragsparteien und unter Einhaltung einer Zweijahresfrist beenden.

## Räumlicher Geltungsbereich

Alliierte Besatzungszonen in Deutschland. Gebietsstand vom 8. Juni 1947 bis 22. April 1949

Der Aufenthaltsvertrag räumt den Streitkräften der Vertragspartner der Bundesrepublik Deutschlands ein Recht zum dauerhaften Aufenthalt (ius ad praesentiam) lediglich auf dem Gebiet der Altbundesländer ein. Der räumliche Geltungsbereich des Vertrages ergibt sich aus der Anlage I Kapitel I Abschnitt I Ziffer 3 zum Einigungsvertrag vom 31. August 1990 (Bundesgesetzblatt 1990 II S. 889).
Der Vertrag gilt somit nicht in den neuen Bundesländern: Brandenburg, Mecklenburg-Vorpommern, Sachsen, Sachsen-Anhalt und Thüringen. Der Regelungsbereich des Aufenthaltsvertrages erstreckt sich ebenso nicht auf die Bundeshauptstadt Berlin. Somit ist die dauerhafte Stationierung oder Verlegung ausländischer Streitkräfte in das Gebiet der ehemaligen sowjetischen Besatzungszone ausgeschlossen.
Die Teilnahme der alliierten Vertragspartner an militärischen Übungen mit nur vorübergehenden Aufenthalt in den neuen Bundesländern und Berlin ist zulässig. Jedoch benötigen die Truppen der Entsendestaaten einschließlich ihres zivilen Gefolges für dienstliche Tätigkeiten außerhalb der alten Bundesländer die Zustimmung der Bundesregierung. Dies wurde in einem Notenwechsel zur Rechtsstellung der Stationierungsstreitkräfte in Berlin und den neuen Ländern vom 25. September 1990 explizit völkerrechtlich zwischen Deutschland und den USA, Großbritannien, Frankreich, Kanada, Belgien sowie den Niederlanden vereinbart.

## Weitere Vertragsinhalte

### Truppenstärke

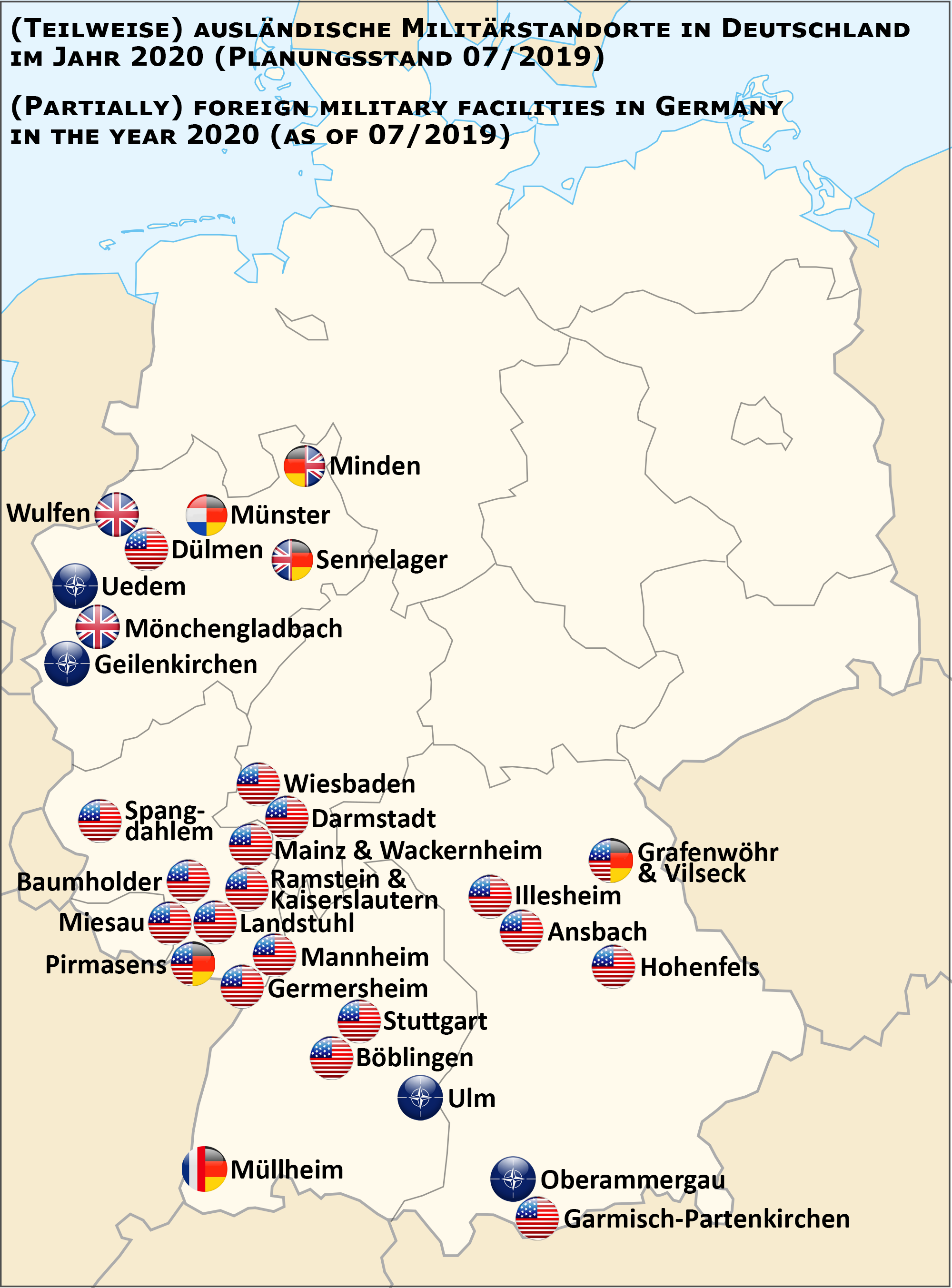
Standorte ausländischer Streitkräfte in Deutschland (2020)

Nach Artikel 1 Absatz 1 des Vertrages dürfen Streitkräfte der gleichen Nationalität und Effektivstärke wie zur Zeit des Inkrafttretens dieser Abmachungen in der Bundesrepublik stationiert werden. Artikel 1 Absatz 2 bietet jedoch die Möglichkeit, die Effektivstärke mit Zustimmung der Regierung der Bundesrepublik Deutschland ohne Mitwirkung des Bundestages zu erhöhen. Dieser Vertragspassus beruhte auf dem damaligen Bestreben der Bundesrepublik Deutschland, einen weiteren Anstieg der Truppenstärken zu verhindern.
Allerdings wurde die Effektivstärke der einzelnen Truppen der Aufenthaltsberechtigten zum Zeitpunkt des Inkrafttretens des Vertrages im Jahre 1954 der Bundesrepublik Deutschland nicht amtlich bekanntgegeben.
Da der Begriff der Effektivstärke weder einen juristischen noch militärischen Fachausdruck darstellt, bedarf er einer weiteren Auslegung. Fraglich ist, ob neben der Truppenstärke auch die Art der Bewaffnung der Einheiten und Verbände unter der Bezeichnung Effektivstärke subsumiert werden kann.
Der Völkerrechtler Theodor Schweisfurth vertrat die These, dass der Begriff der Effektivstärke lediglich die Personalstärke der alliierten Streitkräfte umfasst, aber nicht auf die Ausrüstung und Bewaffnung der stationierten Truppen anzuwenden ist. Als Begründung führte er die Diskussionen im Zusammenhang mit den Verhandlungen zu den Pariser Verträgen an und einen Notenwechsel zwischen Deutschland und Frankreich im Rahmen des französischen Rückzugs aus der militärischen NATO-Integration.
Gegen diese Argumentation spricht hingegen, dass in Artikel 6 des Protokolls Nr. II zum WEU-Vertrag unter der Effektivstärke auch die Bewaffnung der Streitkräfte bestimmt wird und die beiden Verträge in einem engen kausalen und zeitlichen Zusammenhang gefasst wurden. Das Bundesverfassungsgericht hat sich ebenfalls gegen eine enge Auslegung des Begriffes ausgesprochen.

#### Atomwaffen

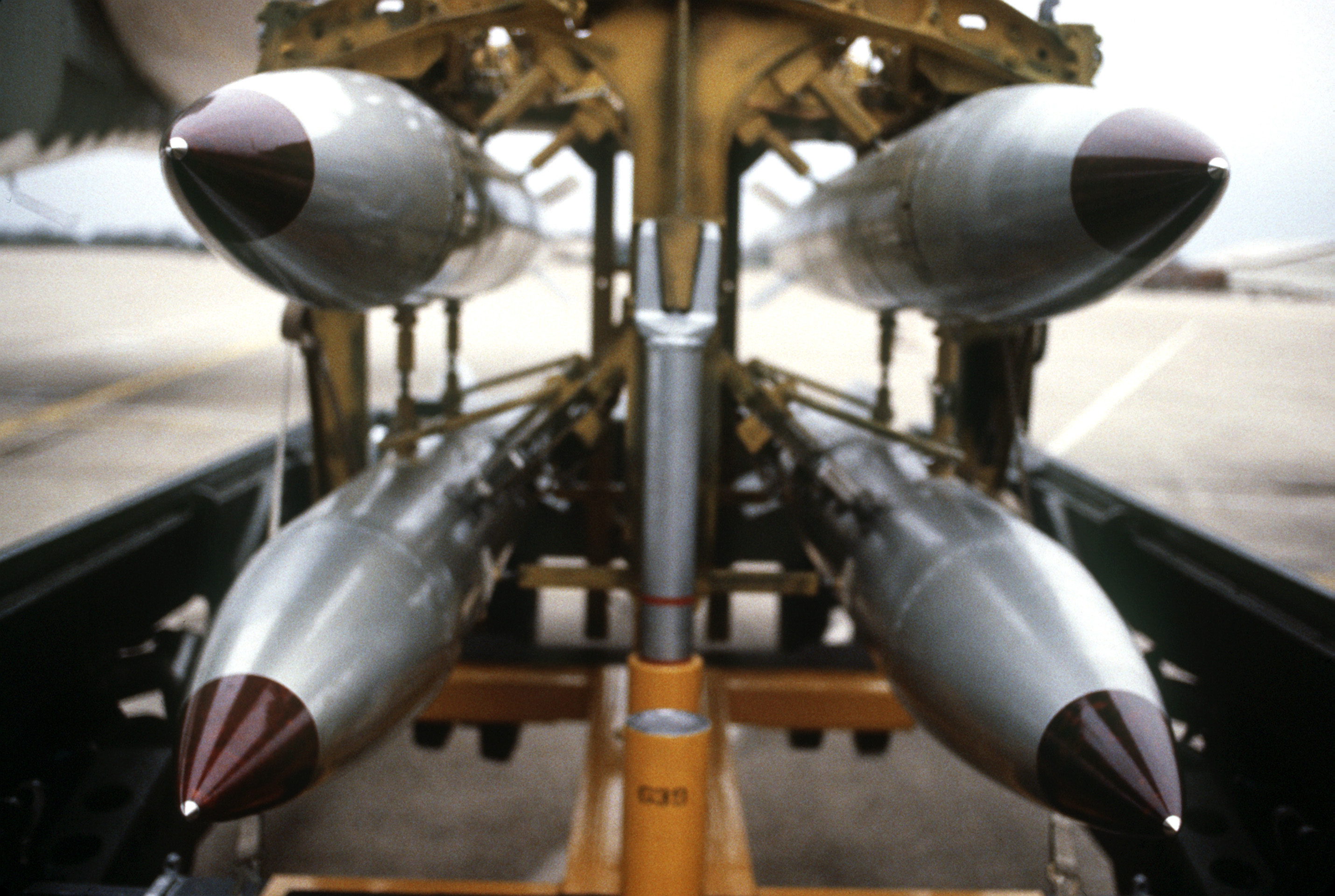
Amerikanische B61-Nuklearbomben

Im Hinblick auf die Stationierung, Aufrüstung und den Einsatz von Nuklearwaffen durch die Vereinigten Staaten von Amerika kommt der Auslegung des Begriffes der Effektivstärke eine große Bedeutung zu.
Die amerikanischen Streitkräfte hatten bei Inkrafttreten des Vertrages bereits Atomwaffen in Westdeutschland stationiert. Demgemäß könnte der Aufenthaltsvertrag eine rechtliche Grundlage für die Stationierung und den Einsatz von Kernwaffen in Westdeutschland bieten. Die Entscheidung des Bundesverfassungsgerichts aus dem Jahre 1984 (BVerfGE 68,1) bestätigt diese Argumentation. Das Gericht führte aus, dass die im Rahmen des Bündnissystems erteilte Zustimmung zur Stationierung der neuen Waffensysteme auf dem Gebiet der Bundesrepublik Deutschland sich im Rahmen der Ermächtigung des Zustimmungsgesetzes zum Aufenthaltsvertrag halte.
Fraglich ist, ob die Dislozierung neuer amerikanischer Atomwaffensysteme eine Erhöhung der Effektivstärke darstellt. Der pensionierte Bundesrichter Dieter Deiseroth spricht sich für diese Annahme aus, da nach seiner Auffassung ein Nachrüsten von Waffensystemen eine höhere Effektivstärke bedingt.
Nach Artikel 5 Absatz 3 des Zwei-plus-Vier-Vertrages ist die Stationierung und Verlegung ausländischer Streitkräfte und Kernwaffen oder deren Trägersysteme auf die Altbundesländer räumlich beschränkt. Diese Reglung entspricht dem räumlichen Geltungsbereich des Aufenthaltsvertrags.

#### Drohnenoperationen

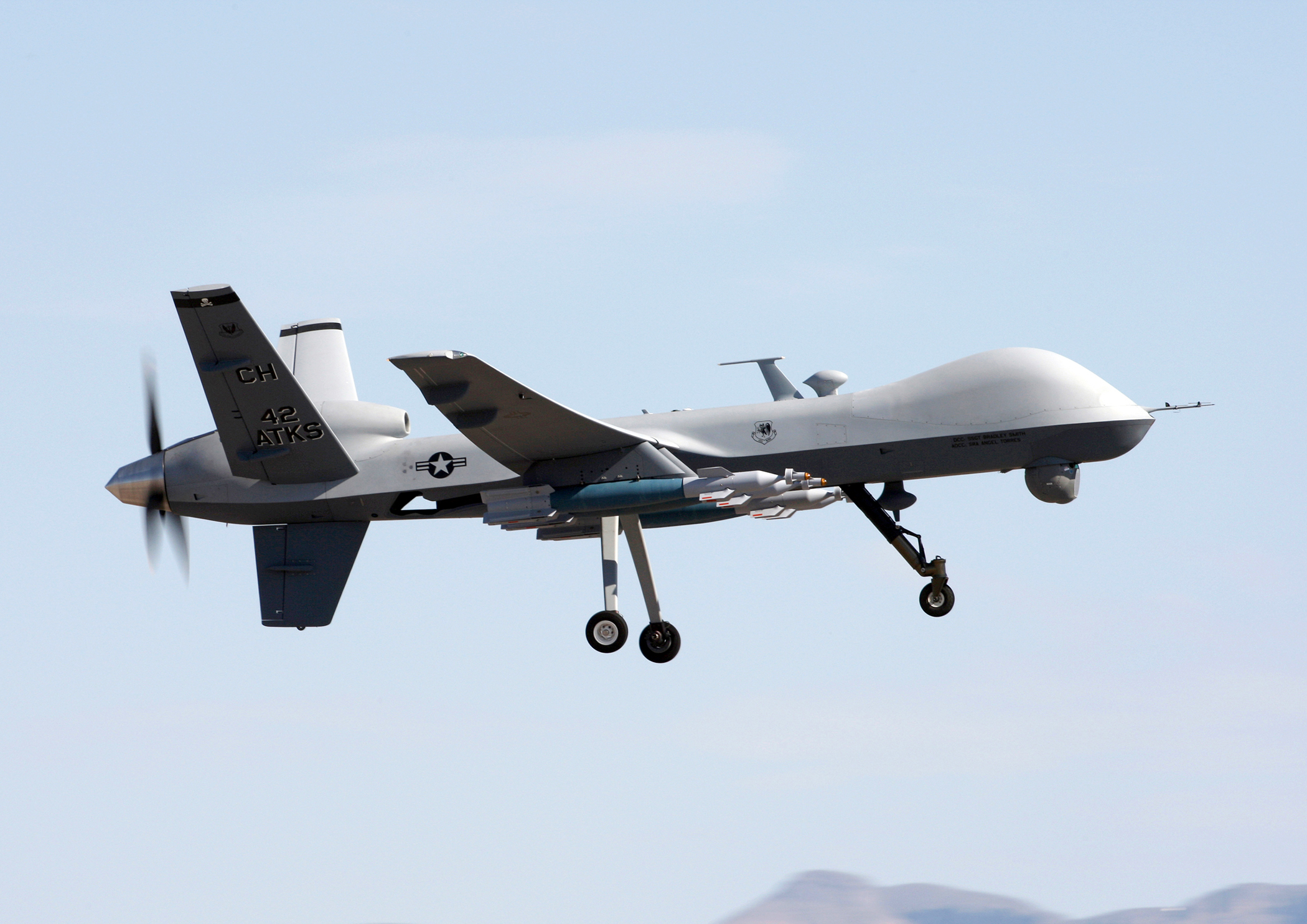
Ferngesteuerte Drohne vom Typ General Atomics MQ-9.

Offen ist in diesem Zusammenhang, ob die US-Drohnensteuerung von deutschem Boden aus über Relaisstationen von dem Aufenthaltsvertrag abgedeckt ist. Gerade im Hinblick auf die gegebenenfalls nicht bestehende Völkerrechtskonformität von US-Drohnenoperationen zum Zwecke gezielter Tötungen (targeted killing) bedarf die Fragestellung einer notwendigen Klärung, denn die amerikanische und deutsche Rechtsauffassung divergieren in diesem wesentlichen Punkt. Unbestritten ist, dass die Bundesrepublik Deutschland weder völkerrechtswidrige Militäroperationen noch Kriegsverbrechen tolerieren darf, die durch ausländische Truppen von deutschem Territorium aus durchgeführt werden. Die völkerrechtswidrige gezielte Tötung von Terrorverdächtigen und Unbeteiligten durch amerikanische Kampfdrohnen außerhalb eines bewaffneten Konfliktgebiets muss von der Bundesregierung bei Kenntnisnahme mindestens durch Protestnote abgelehnt werden, ansonsten würde sich die Bundesregierung gegebenenfalls an einem völkerrechtlichen Delikt beteiligen. Aufgrund der Gebietshoheit könnte Deutschland völkerstrafrechtlich gemäß dem Römischen Statut des Internationalen Strafgerichtshofs (IStGH-Statut) verpflichtet sein, etwaige völkerrechtswidrige Einsätze ausländischer Truppen aktiv zu verhindern. Der Tatbestand einer völkerstrafrechtlichen Beihilfe im Sinne von Artikel 25 Absatz 3c IStGH-Statut bedingt eine vorsätzliche Beihilfehandlung und setzt eine Unterstützung bei der Begehung eines Delikts voraus. Dies umfasst auch die Bereitstellung der Mittel für die Tatbegehung. Nachdem für amerikanische Drohnen keine Lande- oder Überflugrechte in Deutschland notwendig sind, ist eine aktive Unterstützung der Bundesrepublik kaum zu unterstellen.
Ob der weitreichenden Immunitätsregelungen im Stationierungsrecht können Ermittlungstätigkeiten gegen die Stationierungskräfte zudem nur sehr schwierig durchgeführt werden.
Um völkerrechtswidrige Drohneneinsätze der amerikanischen Streitkräfte von deutschem Boden aus über Relaisstationen zu verhindern, müsste daher der Aufenthaltsvertrag gekündigt werden oder zumindest dem deutschen Gesetzgeber und den Vertragspartnern mit entsprechenden Modifikationen zur Zustimmung vorgelegt werden.

### Durchmarschrecht
Gemäß Artikel 1 Absatz 4 des Aufenthaltsvertrages gewährt die Bundesrepublik Deutschland den amerikanischen, britischen und französischen Streitkräften zudem das Recht, Deutschland auf dem Wege nach oder von Österreich oder irgendeinem NATO-Mitgliedstaat zu betreten, es zu durchqueren und zu verlassen.
Die Regelung beschränkt sich demgemäß auf Transitvorgänge vom Gebiet eines NATO-Mitgliedstaats nach Westdeutschland oder von Westdeutschland in das Territorium eines NATO-Mitgliedstaats.

### Berichtspflicht
Trotz der enormen sicherheitsrelevanten Auswirkungen auf die Bundesrepublik Deutschland infolge der Stationierung alliierter Truppen und zivilem Gefolge, besteht keine vertraglich festgelegte Berichtspflicht seitens der ausländischen Streitkräfte über den Umfang der Stationierungen zu informieren.

## Geheimdienstliche Tätigkeit
Die amerikanischen Geheimdienste sind als militärische Einheiten organisiert. Daher vertritt Helmut Schäfer, ehemaliger Staatsminister im Auswärtigen Amt die Auffassung, dass die geheimdienstlichen Aktivitäten der Vereinigten Staaten von Amerika in Deutschland auf dem Aufenthaltsvertrag und den Zusatzvereinbarungen zum NATO-Truppenstatut basieren.
Nach der Wiedervereinigung wurde von der oppositionellen SPD die Forderung vertreten, dass die amerikanischen Überwachungen des Post- und Fernmeldeverkehrs in Deutschland eingestellt werden und gegebenenfalls die Kündigung der entsprechenden Verträge und Vereinbarungen in Erwägung gezogen wird.

## Bewertung
Der Aufenthaltsvertrag tastete das ursprüngliche besatzungsrechtliche Stationierungsrecht der drei Westmächte (Vereinigte Staaten von Amerika, Vereinigtes Königreich und Frankreich) nicht an und ist im Grunde ein Dokument diplomatischer Kosmetik. Mit dem Vertragswerk sollte die Rechtsstellung der Bundesrepublik Deutschland nach außen im Umgang mit acht NATO-Mitgliedstaaten der Stellung eines Staates angeglichen werden, welcher temporär in einem Vertrag die Ausübung seiner Rechte einschränkt und somit über uneingeschränkte Souveränität verfügen würde. Die Bundesrepublik Deutschland war 1955 jedoch de jure ein Staat mit beschränkter Souveränität. Denn die Truppenstationierung bedeutet im völkerrechtlichen Sinne zwangsläufig einen Eingriff in die Souveränität des Aufnahmestaates. Der Westberliner Rechtswissenschaftler Dieter Schröder fasste den Sachverhalt wie folgt zusammen: „Die Bundesrepublik hat gegenüber einer auf Deutschland als Ganzes bezogenen Truppenstationierung der drei Westmächte keine Rechte eines souveränen Staates.“
Die durch die Pariser Verträge den Alliierten gewährten Vorbehaltsrechte, insbesondere das Recht zur dauerhaften Truppenstationierung bedingen einen rechtlichen Sonderstatus der Bundesrepublik. Der Aufenthaltsvertrag weist eine doppelte Wirkung auf. Neben der zuerst bestehenden reinen Rechtskomponente kam später eine Sicherheitskomponente als indirekte Auswirkung hinzu. Die Bundesrepublik war seit Beginn der 50er Jahre, in Zeiten des Kalten Krieges bis in die Gegenwart aus sicherheitspolitischen Erwägungen darauf bedacht, Truppenreduzierungen der Westalliierten zu verhindern. Die amerikanischen Truppenkontingente stellen die mit Abstand größte ausländische Streitmacht auf deutschem Territorium dar und sind somit politisch und militärstrategisch von enormer Bedeutung für die deutsche Sicherheit. Die Ankündigung des amerikanischen Präsidenten Donald Trump im Rahmen des NATO-Gipfels am 11. und 12. Juli 2018 in Brüssel, die amerikanischen Truppen aus der Bundesrepublik abzuziehen, war insofern dazu geeignet, die Bundesrepublik Deutschland zu Konzessionen zu zwingen. Die Androhung des Truppenabzugs sollte die deutsche Regierung dazu bewegen, die nationalen Verteidigungsausgaben von 1,24 auf 2,0 Prozent des Bruttoinlandsprodukts (BIP) anzuheben. Daraufhin hat Bundeskanzlerin Angela Merkel eine Erhöhung des deutschen Militärhaushaltes in Aussicht gestellt. Insofern wird der außenpolitische Handlungsspielraum durch die indirekten Wirkungen der alliierten Vorbehaltsrechte, insbesondere durch das Recht zum dauerhaften Aufenthalt ausländischer Truppen eingeschränkt.